# Engleska crkva
Engleska crkva (eng. Church of England) je službena kršćanska crkva koja je ustanovljena u Engleskoj i središte je svjetski rasprostranjene Anglikanske zajednice te jedan od osnivača Zajednice iz Porvooa. Poglavar je Engleske crkve britanski monarh, sada je to kralj Charles III., dok je efektivno vodstvo crkve u rukama canterburyjskog nadbiskupa.  Engleska crkva u svojoj tradiciji uključuje katoličke elemente (osobito u liturgiji, tj. praktičnome dijelu religije i nauku o sakramentima), te protestantske elemente (osobito u teologiji).

## Povijest

### Rana povijest
Engleska crkva računa svoju povijest od rimskoga vremena, možda čak i od 1. stoljeća. Prvi poznati mučenik u Britaniji bio je sveti Alban, a živio je u ranom 4. stoljeću. Irski anglikanci pozivaju se na svetog Patrika, koji je prethodio anglo-saksonskom kršćanstvu. Anglikanci općenito drže da je keltsko kršćanstvo prethodnica njihove Crkve, jer je ponovna uspostava kršćanstva nastupila u ranom 6. stoljeću preko irskih i škotskih misionara, osobito svetog Patrika i svetog Kolumbana. Krajem 6. stoljeća sv. Augustin postao je nadbiskupom u Canterburyju, a papa Grgur I. uputio ga je da u vjerski život britanskih kršćana uklopi i preostale poganske običaje i proslave. Premda je na sinodi u Whitbyju 664. odlučeno da će se Crkva u Britaniji prilagoditi rimskim običajima što ih je uveo sveti Augustin, keltska su obilježja ostala i dalje prisutna. Crkva je bila podijeljena u dvije provincije, onu u Canterburyju i onu u Yorku, s nadbiskupima na čelu.

### Reformacija
U vrijeme Henrika VIII., započeli su 1533. sukobi između engleske krune i papinstva o pravovaljanosti kraljeva braka. Na koncu su biskupi Engleske kao poglavara Crkve proglasili kralja, a ne više papu, što je u skladu s Henrikovom Uredbom o prvenstvu (eng. Act of Supremacy) iz 1534. Prema toj uredbi engleski suveren je »jedini vrhovni poglavar na zemlji Engleske crkve, nazivane Ecclesia Anglicana«, a rimski biskup (to jest papa) nema »ništa veće ovlasti u Engleskoj, nego što ih ima bilo koji drugi strani biskup.« Tako je došlo do odjeljivanja od Rima, a crkvene provincije Yorka i Canterburyja dolaze pod sve jači utjecaj Reformacije, premda se u Henrikovo vrijeme nastavio koristiti latinski jezik u liturgiji. 
Povijesno, Henrikova nakana nije bila stvoriti novu Crkvu. On je bio obuzet brigom o dobivanju muškog nasljednika, a snažna vlast pape u tome mu je bila zapreka. Svojom Uredbom pokušao je smanjiti papinski utjecaj na događaje u svome kraljevstvu, a ne i uvesti Reformaciju. Ipak, uvođenje biblijskoga prijevoda na narodnom jeziku u liturgiju 1538. i raspuštanje samostana 1540. odaje već značajne utjecaje protestantizma. Velika samostanska zemljišta prešla su u ruke krune, a potom i plemenitaša, pa više nije nikakvog interesa u višim slojevima za povratak na staro.
1549. izdana je knjiga molitava na narodnom jeziku (eng. Book of Common Prayer), a engleski je postao i službeno jedini jezik javnog bogoštovlja. Teološku podlogu promjenama u Engleskoj crkvi dao je nadbiskup od Canterburyja Thomas Cranmer, koji je studirao na kontinentu te bio pod utjecajem reformatora Jeana Calvina i Martina Bucera, kao i katolika Erazma Roterdamskog. Njegovim su pravcem nastavili Richard Hooker i Lancelot Andrewes. U vrijeme kratke vladavine Edvarda VI., Henrikova sina, oni su uspjeli povući Englesku crkvu još dalje prema kalvinizmu, što je naglo prekinula kraljica Marija I. Krvava, rimokatolkinja koja je obnovila papinsku vlast. Tek je pod kraljicom Elizabetom I. Engleska crkva oblikovana kao Crkva koja u sebi uključuje i katoličke i protestantske elemente.

### Nakon Reformacije
Elizabetine odredbe nastojale su pomiriti različite struje i tako donijeti mir u kraljevstvo. Usprotivio im se manji dio stanovništva: oni koji su htjeli ostati vjerni papi u Rimu, te gorljivi protestanti, nazvani puritanci. Kroz sljedećih stotinu godina, za vladavine Jakova I. i Karla I., te u Engleskom građanskom ratu i za protektorata Olivera Cromwella, često je prevladavala čas jedna čas druga struja. U vrijeme protektorata ukinuto je anglikanstvo, a proglašena prezbiterijanska teologija kao obvezujuća. Karlo II., kralj Engleske obnavlja anglikanstvo u obliku sličnom iz doba Elizabete I., no priznajući pravo na postojanje puritancima i katolicima. Ipak, trajno sumnjičenje na nelojalnost trajat će do 19. stoljeća.

### Širenje izvan Engleske
Vidi: Anglikanska zajednica.
Od 17. stoljeća počinje snažno zemljopisno i kulturno širenje britanskoga utjecaja, pa tako i anglikanstva. Istovremeno s engleskom reformacijom od Rima se odvojila i Irska crkva, no ondje je većina stanovništva ostala vjerna Katoličkoj crkvi. 1582. utemeljena je Škotska crkva, a nakon Američke revolucije i Episkopalna crkva u Sjedinjenim Američkim Državama. 1920. osnovana je i Velška crkva kao zasebna provincija. Širenjem Britanskog Carstva proširio se i utjecaj anglikanstva u druge krajeve svijeta, a u 20. stoljeću aktivne su i anglikanske misije.

### Obnoviteljski pokreti
U 19. stoljeću dogodila su se dva važna obnoviteljska pokreta u Engleskoj crkvi. Jedan, nazvan evangelička obnova (eng. Evangelical Revival), ostavio je snažan utjecaj na društvene prilike, a među ostalim, doveo je i do ukidanja ropstva, do zakonodavstva o zaštiti djeteta, zabrane točenja alkohola, te razvoja javnog zdravstva i obrazovanja.
S druge strane, snažan je bio i pokret katoličke obnove (eng. Catholic Revival), koji je imao još dublji utjecaj na nutarnji život Crkve, stavljajući euharistiju u središte bogoštovlja umjesto »Dnevne službe«, koja odgovara katoličkoj Bogoslužju časova. Usto, ponovno je uvedena uporaba liturgijske odjeće, te razne pobožne vježbe (npr. euharistijsko klanjanje), koje su dotad bile zabranjene u Engleskoj crkvi. Katolička je obnova ostavila snažan utjecaj i na anglikansku teologiju, osobito u pravcu tzv. kršćanskog socijalizma.

## Ustrojstvo
Britanski monarh (sada kralj Charles III.) ima ustavni položaj »Vrhovnog upravitelja Engleske Crkve.«
Duhovni vođa Crkve je nadbiskup Canterburyja, koji nosi naslov primasa cijele Engleske i metropolita. On je također i znak jedinstva cijele Anglikanske zajednice neovisnih nacionalnih i pokrajinskih crkava. Od 2002. na ovom se mjestu nalazi dr. Rowan Williams.
Zakonodavno tijelo Engleske crkve je Opća sinoda čije odluke potvrđuje, ali bez mogućnosti unošenja izmjena, Parlament Ujedinjenoga Kraljevstva. Nakon što dobiju i kraljevski pristanak, ove odluke postaju dijelom engleskog zakonodavstva.
Crkva ima i svoje sudstvo, koje također čini sastavni dio pravosudnog sustava Ujedinjenog Kraljevstva.
Osim nad Engleskom, jurisdikcija Engleske crkve proteže se i nad Otok Man, Kanalski otoci, te nekoliko župa u Flintshireu u Walesu.

## Engleska crkva danas
I danas se Engleska crkva samoodređuje kao istovremeno reformirana i katolička. S jedne strane ona priznaje da slijedi nauk prvih reformatora, te da je na nju veliki utjecaj izvršila kasnija protestantska reformacija, a s druge se strane doživljava kao nasljednica apostolske i, potom, srednjovjekovne Crkve, te ne misli da se odijelila od Katoličke crkve, već da ju je samo reformirala.
Ovo dvojstvo u Engleskoj crkvi očituje se i u raznolikosti njezinih zajednica. Neke od njih po svojim su bogoslužnim običajima, pa i teološkim razmišljanjima mnogo bliže Rimokatoličkoj crkvi no bilo koja druga reformirana Crkva. Za te se zajednice kaže da pripadaju tzv. »Visokoj crkvi« (eng. High Church). Druga pak skupina zajednica gotovo da se ni po čemu ne razlikuje od ostalih evangeličkih crkava, dajući više prostora propovijedanju nego liturgiji.
U samim dokumentima Engleske crkve vidi se da je njezino teološko razmišljanje prilično konzervativno, a bogoslužne knjige odišu tradicionalnošću. Usto, ustroj ove Crkve počiva na biskupskoj hijerarhiji.
Takva raznolikost dovela je u novije vrijeme i do više jakih sukoba unutar zajednice. Osobito se to odnosi na sukobe oko ređenja žena za svećenike, što je prihvaćeno 1992., a zaživjelo 1994., te oko položaja homoseksualnih osoba među klerom, što još uvijek nije razriješeno. Najnoviji sukob izbio je 2005. odlukom Opće sinode o dopuštenju ređenja žena za biskupe. Ova je odluka vrlo brzo izazvala tolike prosvjede te je zajednicama koje ne žele ženu kao biskupa omogućeno da odaberu muškarca.

## Poveznice
- Anglikanstvo
- Anglikanska zajednica
- Thomas Cranmer
- Irska crkva

| Portal:Kršćanstvo | Portal: Kršćanstvo |